# Inguélézi
Pour plus de détails, voir Fiche technique et Distribution.
Inguélézi est un film français réalisé par François Dupeyron et sorti en 2004.

## Synopsis
Une femme qui vient de perdre son mari se retrouve sur la route devant un accident: un camion est en feu. Elle apprend à la radio que ce camion transportait des clandestins. c'est alors qu'elle trouve dans son coffre un homme hagard qui répète en boucle le mot « Inguélézi ». Elle décide de l'aider à passer en Angleterre.

## Fiche technique
- Réalisation : François Dupeyron
- Scénario : François Dupeyron
- Production :  Les Films en Hiver, Centre national du cinéma et de l'image animée (CNC), Canal+
- Image : Yves Angelo
- Musique : Samir Joubran
- Montage : Dominique Faysse
- Costumes : Catherine Bouchard
- Durée : 100 minutes
- Date de sortie : 
  -  France : 25 mai 2004

## Distribution
- Marie Payen : Geneviève
- Éric Caravaca : Kader
- Françoise Lebrun : La mère
- Mar Sodupe : Angela
- Bernard Blancan : Homme accident
- Jean-Michel Portal : Homme rêve
- Louise Raymond : La petite fille
- Derek Taylor : Douanier
- Henri Khouri : Vendeur arabe
- Mehmet Arif : Homme rapt
- Ian Percival : Homme triste
- Alan Williams : Homme hôtel

## Critiques
Pour Télérama, « Deux égarés au bout du rouleau que le hasard réunit, c'est déjà une histoire. ». Le sujet de la renaissance à la vie est un thème récurrent des films de François Dupeyron.